# Блёклые руды

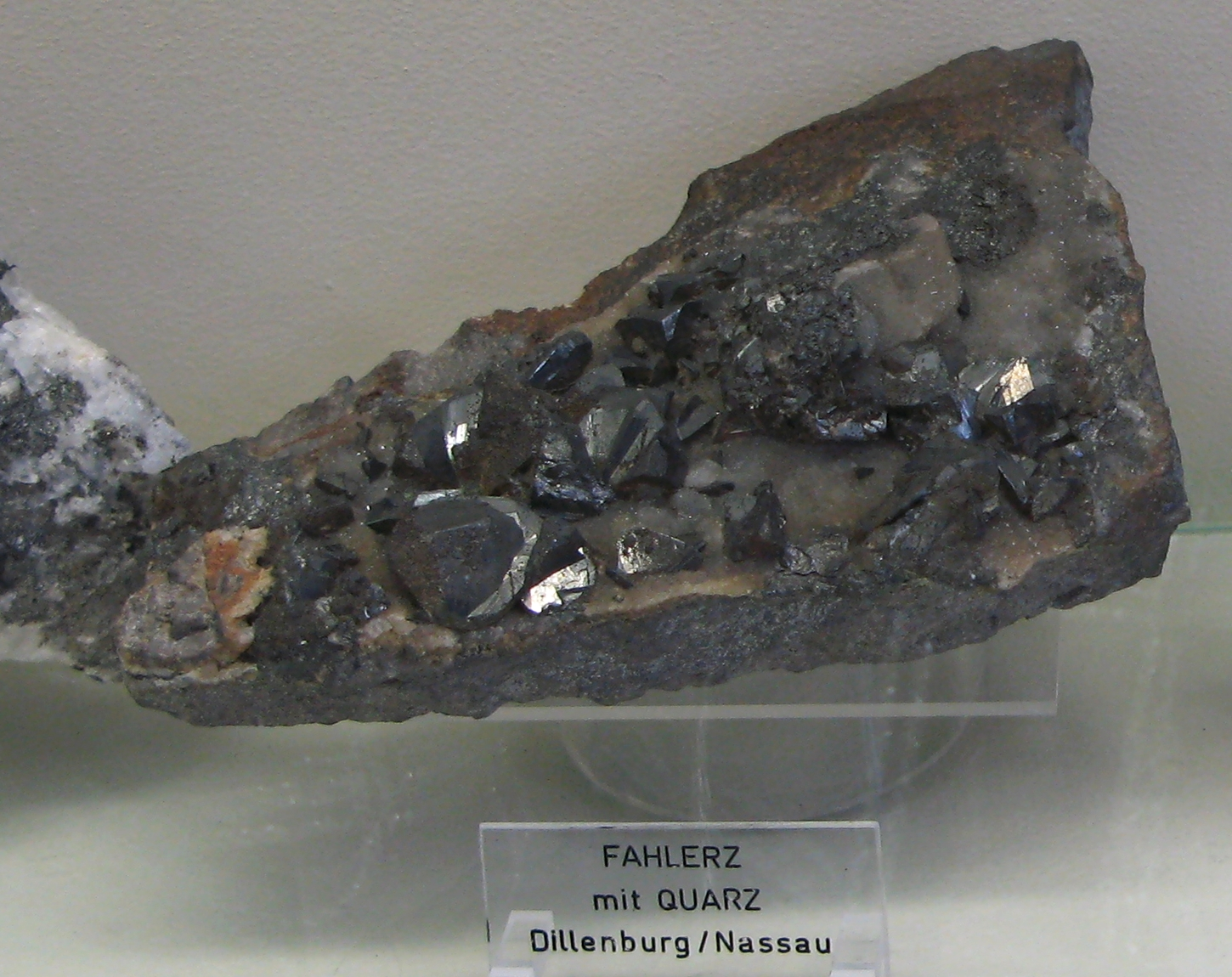
Блёклая руда из Дилленбурга (земля Гессен, Германия). Данный образец сфотографирован в Минералогический музей Боннского университета Боннского университета (Германия).

Блёклые руды — под эти названием понимают группу сложных сульфидов меди, мышьяка, сурьмы с примесями множества других элементов.
Общая формула (приблизительно): 3MeS*R2S3, где Ме = Cu2, Fe, Ag2, Zn, Hg; R = Sb, As, Bi.
Упрощенная формула Cu3(Sb, As)S3.
Образуют сплошные массы и вкрапленники стально-серого, до чёрного с зеленоватым оттенком цвета. Изредка встречаются правильные кристаллы — тетраэдры. Тип симметрии 3L24L36P (кубическая сингония).
Блеск металлический, но на изломе тусклый. Спайности нет.
Твердость 3—4,5 по шкале Мооса.
Удельный вес 4,5—5. Слабо электропроводны.

## Разновидности
1. Сурьмянистая блеклая руда — тетраэдрит Cu3SbS3,
2. Мышьяковистая блеклая руда — теннантит Cu3AsS3
3. Смешанные блеклые руды 3(Cu, Ag2, Fe, Zn, Hg)S*(Sb, As, Bi)2S3.
  1. фрейбергит 3-40 % Ag
  2. Сурьмянистая ртутная блеклая руда до 17 % Hg
  3. Малиновскит от 13 до 16 % Pb

## Происхождение и спутники
Происхождение мезотермальное — в рудных жилах, реже поверхностное — в зонах цементации сульфидных месторождений. С этим связаны и наиболее распространенные спутники блеклых руд — халькопирит, пирит, сфалерит и прочие сульфиды, барит, кварц, кальцит, иногда флюорит.

## Месторождения
Блёклые руды распространены довольно широко, но при этом практически не образуют массивных скоплений.
На территории бывшего СССР это Берёзовское месторождение на Урале. В небольших количествах распространены практически на всех сульфидных месторождениях, таких, как Учалинское, Молодёжное и прочие.